# گرلز این تک

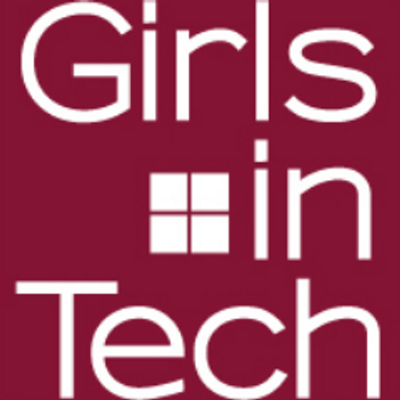
لگو گرلز این تک

گرلز این تک (به انگلیسی: Girls in Tech) یک سازمان بین‌المللی ناسودبر است که مشارکت، آموزش و توانمندسازی زنان در حوزه فناوری را دنبال می‌کند. این سازمان در سال ۲۰۰۷ پایه‌گذاری شد و به تدریج از سان‌ فرانسیسکو به بیش از ۵۰ نقطه دیگر در آمریکای شمالی، اروپا، آسیا، خاورمیانه، آفریقا و آمریکای جنوبی گسترش یافت. 